# Industria automobilistica
L'industria automobilistica è il ramo dell'industria manifatturiera che si occupa della progettazione, costruzione, del marketing e della vendita di veicoli a motore.
Dopo essere stato, nel 2008 e nel 2009, il settore industriale maggiormente colpito dalla crisi economica e finanziaria, tale settore ha ritrovato slancio, con una crescita del 25,9% nel 2010. Nel 2011 quasi 80 milioni di veicoli a motore (ossia il 3,1% in più rispetto al 2010), che includono automobili e veicoli commerciali, sono stati prodotti in tutto il mondo. Ciò fa di questo settore manifatturiero il primo al mondo per fatturato. Sempre nel 2011 8,5 milioni di nuove automobili sono state vendute negli Stati Uniti, 14 milioni in Europa Occidentale, 18 milioni in Cina e 4 milioni in India.
Nel gennaio 2025, la Norvegia diventa il primo Paese al mondo a vietare l'immatricolazione di nuovi veicoli a benzina e diesel, avendo raggiunto una quota del 90% di immatricolazioni delle auto elettriche.

## Produzione mondiale
| I maggiori produttori di veicoli nel 2021 | I maggiori produttori di veicoli nel 2021 |
| Paese                                     | Produzione (Milioni di unità)             |
| ----------------------------------------- | ----------------------------------------- |
| Cina                                      | 26,08                                     |
| Stati Uniti                               | 9,16                                      |
| Giappone                                  | 7,84                                      |
| Germania                                  | 3,66                                      |
| India                                     | 4,39                                      |
| Messico                                   | 3,14                                      |
| Corea del Sud                             | 3,46                                      |
| Brasile                                   | 2,24                                      |
| Spagna                                    | 2,09                                      |
| Francia                                   | 1,35                                      |
| Thailandia                                | 2,01                                      |
| Canada                                    | 1,91                                      |
| Russia                                    | 1,71                                      |
| Turchia                                   | 1,46                                      |
| Rep. Ceca                                 | 1,43                                      |
| Regno Unito                               | 1,38                                      |
| Indonesia                                 | 1,28                                      |
| Slovacchia                                | 1,10                                      |
| Italia                                    | 0,79                                      |
| Iran                                      | 0,82                                      |

## Regolamenti
Sin dal 1960, negli U.S.A. sono state emanate leggi per regolamentare il consumo di carburante e la sicurezza del conducente e dei passeggeri, nel rispetto delle norme ambientali. In particolare, quella sui “Federal Motor Vehicle Safety Standards” è stata fondamentale per garantire alla clientela sufficiente protezione dal rischio di incidenti dovuti al design, alla fabbricazione o alla performance del veicolo.
Il regolamento era suddiviso in diversi punti:
1. Evitare incidenti – ricorrendo a una tecnologia all’avanguardia per aiutare il conducente ad evitare lo schianto.
2. Valutare la causa dell’incidente – prendendo in considerazione la risposta del veicolo alla collisione.
3. Verificare gli standard post-incidente – analizzando la resistenza della vettura nel contenere carburante dopo un incidente, per evitare incendi ed esplosioni.
4. Altre accortezze – normative della fuel economy per prevenire il furto ed eseguire ulteriori prove di crash test.

Nel 1975, il governo statunitense introdusse il CAFE per limitare le emissioni di gas serra in atmosfera.
Negli anni '90, le legislazioni del settore industriale si moltiplicarono rapidamente per tutelare conducente e passeggeri, in caso di incidente. L’avanzamento della tecnologia portò all’aggiunta di sistemi automatici per una maggiore sicurezza alla guida come, ad esempio, finestrini motorizzati, porte laterali scorrevoli, portelloni posteriori. Tuttavia, tutti questi elementi causavano un aumento del peso del veicolo in termini di massa, con conseguente incremento di emissioni di gas nocivi.
Al giorno d’oggi, i guasti che provocano incidenti avvengono per il 23-28% nel body-in-white, per il 24-28% nel propulsore e per il 22-27% nel telaio. Le restanti percentuali riguardano il danneggiamento di zone interne al veicolo e il deterioramento di meccanismi di chiusura e apertura dell'automobile.

## Impatto ambientale

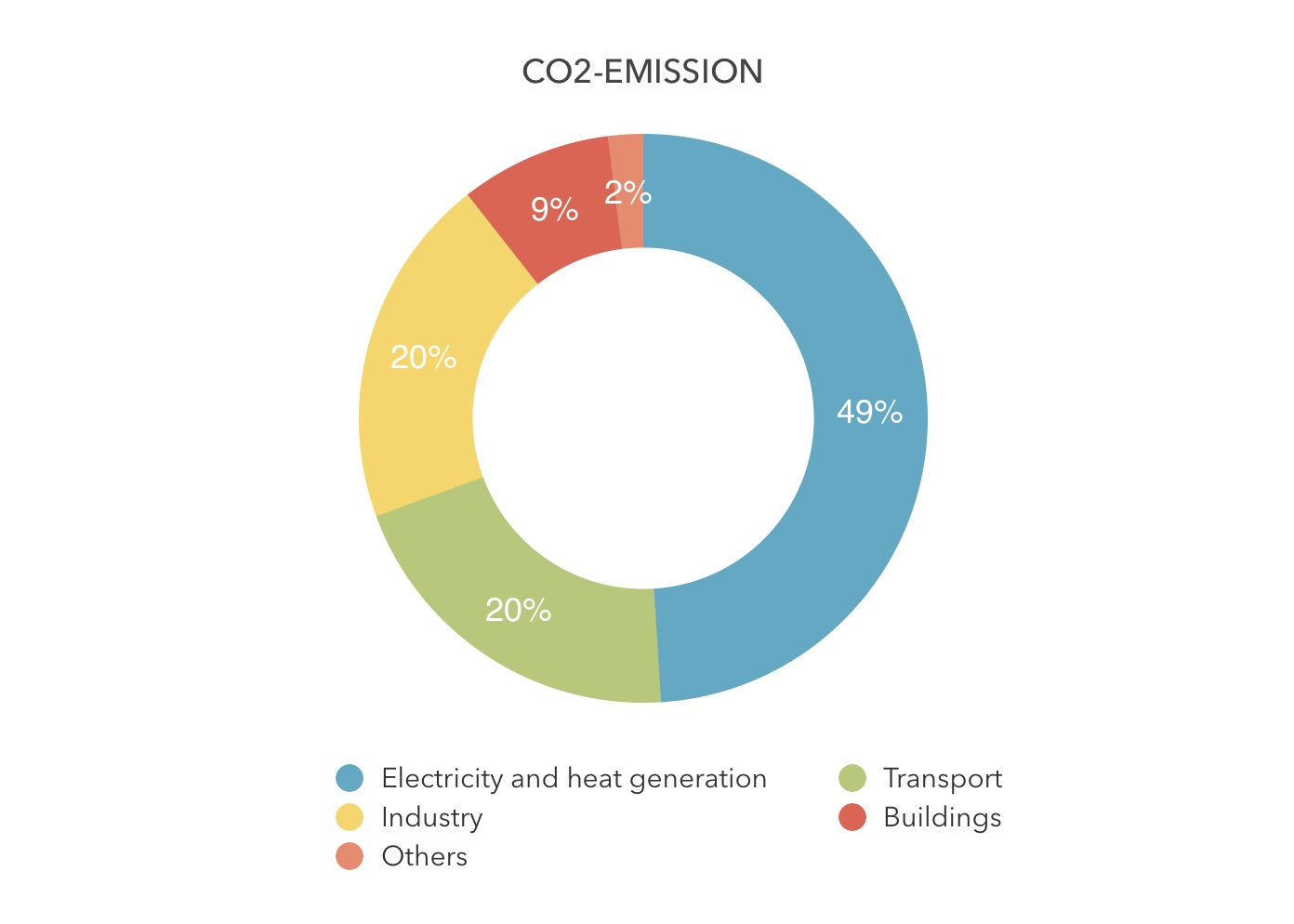
Emissioni di CO2

La riduzione del peso di certi componenti del veicolo è necessaria per trasportare lo stesso carico a minor prezzo, consumando meno carburante così da ridurre le emissioni in atmosfera di CO2.
Negli anni '70 in U.S.A. le industrie automobilistiche hanno iniziato a ridimensionare i loro veicoli per soddisfare il requisito CAFE di 18 mpg. Furono così introdotti nel mercato body-in-white leggeri e motori più piccoli (motori a 4 cilindri anziché motori a 6 e 8 cilindri) con trasmissione a trazione anteriore anziché posteriore, per diminuire di circa 450 kg il peso medio delle automobili. Tuttavia, il valore aumentò negli anni '90 a causa dell'aggiunta di nuove funzionalità, come apparecchiature di sicurezza, dispositivi di controllo delle emissioni e moduli di intrattenimento.
Al giorno d'oggi, l'obiettivo comune dell'industria automobilistica è quello di produrre veicoli ancora più leggeri, così da limitare l’impatto ambientale, ricorrendo all'applicazione di materiali più performanti, all'innovazione tecnologica e all'ottimizzazione del progetto.
Tabella relativa ai pesi medi dei veicoli delle auto americane:
| anno | kg   |
| ---- | ---- |
| 1976 | 1840 |
| 1986 | 1385 |
| 1996 | 1600 |
| 1999 | 1680 |
| 2002 | 1740 |
| 2004 | 1820 |
| 2007 | 1775 |
| 2009 | 1700 |
| 2015 | 1630 |